# 鼻病毒
鼻病毒（學名：Rhinovirus，rhino-是希臘文「鼻」的意思）是最常造成一般感冒的病毒（其次為冠狀病毒），因為它會感染鼻子引起發炎而命名。常見的症狀有發燒、流鼻涕、頭痛等。最适合它生存的温度在33℃到35℃之间，这可以解释它为什么通常在鼻子裡生存，因為鼻腔會接觸到外部的冷空氣，所以溫度會較體溫的37℃低。目前根據其表面的蛋白質種類，已经发现了99种（血清型）鼻病毒，在自然中通常潛伏存在。直径仅30，比其他病毒小得多（天花病毒可達300奈米），為最小的病毒之一。

## 下属物种
本属包括以下物种：
- 人甲型鼻病毒 Human rhinovirus A 
  - 人鼻病毒1型 Human rhinovirus 1
  - 人鼻病毒2型 Human rhinovirus 2
  - 人鼻病毒7型 Human rhinovirus 7
  - 人鼻病毒8型 Human rhinovirus 8
  - 人鼻病毒9型 Human rhinovirus 9
  - 人鼻病毒10型 Human rhinovirus 10
  - 人鼻病毒11型 Human rhinovirus 11
  - 人鼻病毒12型 Human rhinovirus 12
  - 人鼻病毒13型 Human rhinovirus 13
  - 人鼻病毒15型 Human rhinovirus 15
  - 人鼻病毒16型 Human rhinovirus 16
  - 人鼻病毒18-25型 Human rhinovirus 18-25
  - 人鼻病毒28-34型 Human rhinovirus 28-34
  - 人鼻病毒36型 Human rhinovirus 36
  - 人鼻病毒38-47型 Human rhinovirus 38-47
  - 人鼻病毒49型 Human rhinovirus 49
  - 人鼻病毒50型 Human rhinovirus 50
  - 人鼻病毒51型 Human rhinovirus 51
  - 人鼻病毒53-61型 Human rhinovirus 53-61
  - 人鼻病毒62型 Human rhinovirus 62-68
  - 人鼻病毒63型 Human rhinovirus 63
  - 人鼻病毒64型 Human rhinovirus 64
  - 人鼻病毒65型 Human rhinovirus 65
  - 人鼻病毒66型 Human rhinovirus 66
  - 人鼻病毒67型 Human rhinovirus 67
  - 人鼻病毒68型 Human rhinovirus 68
  - 人鼻病毒71型 Human rhinovirus 71
  - 人鼻病毒73-78型 Human rhinovirus 73-78
  - 人鼻病毒80-82型 Human rhinovirus 80-82
  - 人鼻病毒85型 Human rhinovirus 85
  - 人鼻病毒88-90型 Human rhinovirus 88-90
  - 人鼻病毒94型 Human rhinovirus 94
  - 人鼻病毒95型 Human rhinovirus 95
  - 人鼻病毒96型 Human rhinovirus 96
  - 人鼻病毒98型 Human rhinovirus 98
  - 人鼻病毒100型 Human rhinovirus 100
  - 人鼻病毒Hanks型 Human rhinovirus Hanks
- 人乙型鼻病毒 Human rhinovirus B 
  - 人鼻病毒3型 Human rhinovirus 3
  - 人鼻病毒4型 Human rhinovirus 4
  - 人鼻病毒5型 Human rhinovirus 5
  - 人鼻病毒6型 Human rhinovirus 6
  - 人鼻病毒14型 Human rhinovirus 14
  - 人鼻病毒17型 Human rhinovirus 17
  - 人鼻病毒26型 Human rhinovirus 26
  - 人鼻病毒27型 Human rhinovirus 27
  - 人鼻病毒35型 Human rhinovirus 35
  - 人鼻病毒37型 Human rhinovirus 37
  - 人鼻病毒42型 Human rhinovirus 42
  - 人鼻病毒48型 Human rhinovirus 48
  - 人鼻病毒52型 Human rhinovirus 52
  - 人鼻病毒69型 Human rhinovirus 69
  - 人鼻病毒70型 Human rhinovirus 70
  - 人鼻病毒72型 Human rhinovirus 72
  - 人鼻病毒79型 Human rhinovirus 79
  - 人鼻病毒83型 Human rhinovirus 83
  - 人鼻病毒84型 Human rhinovirus 84
  - 人鼻病毒86型 Human rhinovirus 86
  - 人鼻病毒91型 Human rhinovirus 91
  - 人鼻病毒92型 Human rhinovirus 92
  - 人鼻病毒93型 Human rhinovirus 93
  - 人鼻病毒97型 Human rhinovirus 97
  - 人鼻病毒99型 Human rhinovirus 99
- 牛鼻病毒1型 Bovine rhinovirus 1
- 牛鼻病毒2型 Bovine rhinovirus 2
- 牛鼻病毒3型 Bovine rhinovirus 3

鼻病毒原來是微小核糖核酸病毒科的一個屬。2007年6月，國際病毒分類委員會（International Committee on Taxonomy of Viruses, ICTV）第39屆幹事會在加拿大舉行，討論新的分類建議。相關修訂於2008年4月投票，同意并入肠道病毒属。合并的原因是两个“属”没有多少实质差别：两属的基因组结构、颗粒结构都没有区别，并且即使只用A、B两个种都可以在部分区域得到“鼻病毒为并系群”的结果。
2009年7月，ICTV同意加入“鼻病毒C”这一个种。自此“鼻病毒”无论在什么比较中都是并系群。

### 血清型
鼻病毒A、B由于历史原因共用一个血清型编号系统。鼻病毒C有自己的编号系统。

### 引用
1. ↑  . GBIF.   [2023-02-25]. （原始内容存档于2023-02-25）.

## 外部連結
- VIDEO: Rhinoviruses, the Old, the New and the UW （页面存档备份，存于） James E. Gern, MD, speaks at the University of Wisconsin School of Medicine and Public Health, 2008.
- How Big is a Human rhinovirus? (animation) （页面存档备份，存于）
- 微生物免疫學-Picornaviridae(小RNA病毒科)